# Mussoorie

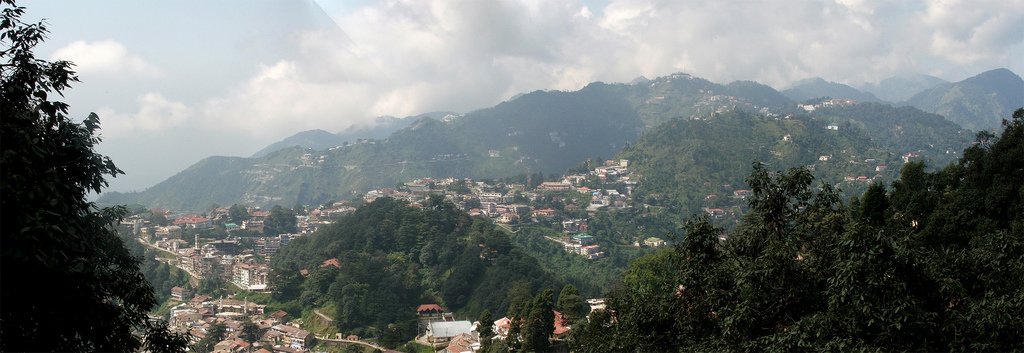
Vista Panorâmica da cidade de Mussoorie no estado indiano de Utaracanda

Mussoorie é uma cidade no distrito de Dehradun, no estado indiano de Utaracanda.
Segundo o censo de 2001, tinha uma 26 069 habitantes. Os indivíduos do sexo masculino constituíam 56% da população e os do sexo feminino 44%. Mussoorie tinha uma taxa de literacia de 79%, superior à média nacional de 59.5%: a literacia no sexo masculino é de 84% e no sexo feminino é de 73%. 10% da população tinha menos de 6 anos de idade.